# I colloqui
I colloqui è una raccolta poetica di Guido Gozzano pubblicata nel 1911. Essa contiene ventiquattro componimenti poetici ed è suddivisa in tre parti: Il giovenile errore, Alle soglie, Il reduce.
La poesia che apre la raccolta è intitolata I colloqui, così come quella che la chiude.
"Colloquio" è una parola che appartiene alla sfera della quotidianità: già a partire dal titolo è possibile notare una scelta lessicale tutt'altro che aulica (come quello del D'Annunzio del Canto Novo o delle Myricae di Pascoli), in linea con la poetica crepuscolare dell'autore.

## Il giovenile errore
Le poesie raccolte in questa prima parte della raccolta sono, in ordine:
1. I colloqui
2. L'ultima infedeltà
3. Le due strade
4. Elogio degli amori ancillari
5. Il gioco del silenzio
6. Il buon compagno
7. Invernale
8. L'assenza
9. Convito

## Alle soglie
Le poesie raccolte nella seconda parte sono, in ordine:
1. Alle soglie
2. Il più atto
3. Salvezza
4. Paolo e Virginia. I figli dell'infortunio
5. La signorina Felicita ovvero la Felicità
6. L'amica di nonna Speranza
7. Cocotte

## Il reduce
Le poesie che compaiono nella terza e ultima parte della raccolta sono le seguenti:
1. Totò Merùmeni
2. Una risorta
3. Un'altra risorta
4. L'onesto rifiuto
5. Torino
6. In casa del sopravvissuto
7. Pioggia d'agosto
8. I colloqui